# Ludwik Tyszko

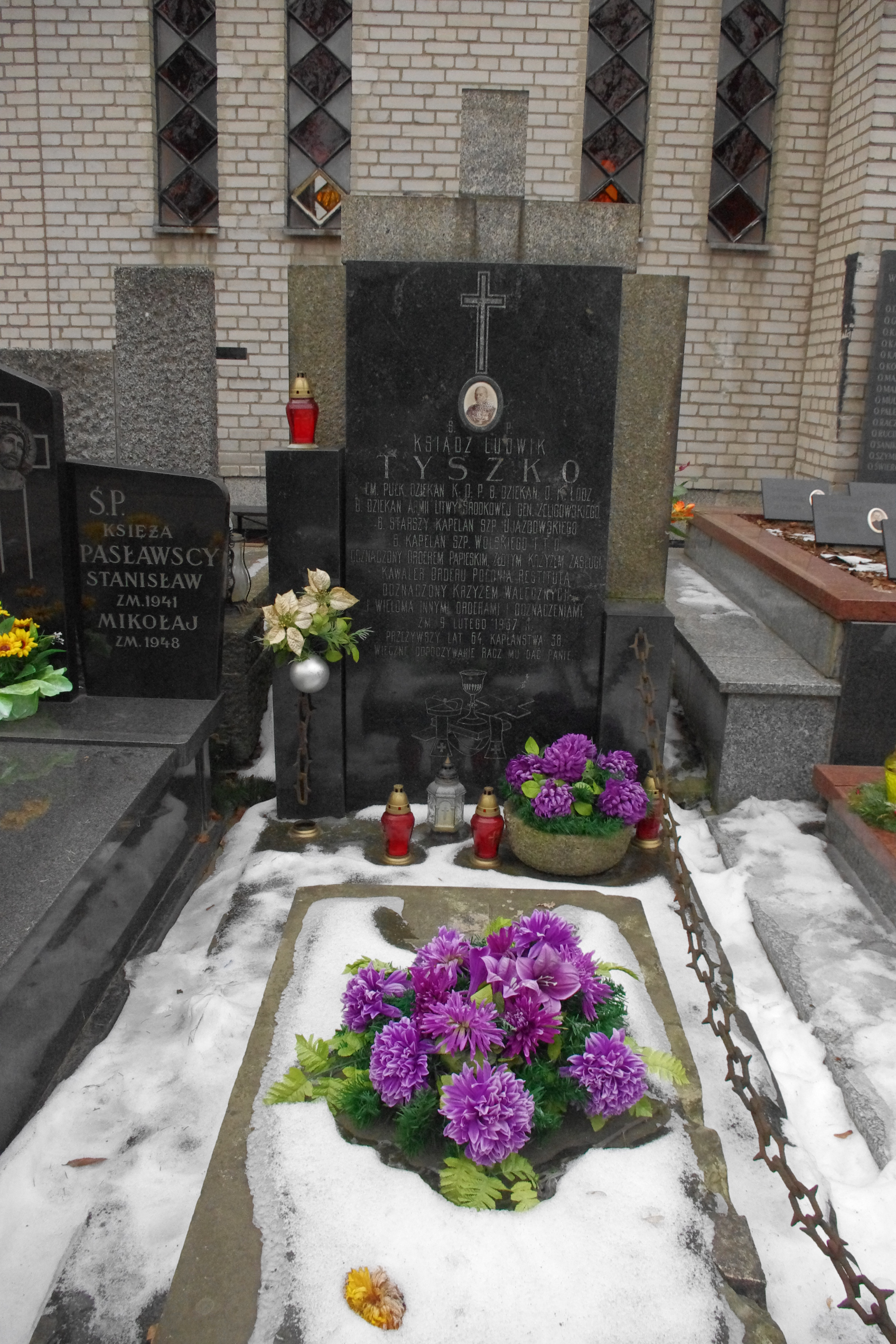
Grób ks. Ludwika Tyszki

Ludwik Tyszko (ur. 12 grudnia 1874 w Kownie, zm. 9 lutego 1937 w Warszawie) – polski duchowny rzymskokatolicki, proboszcz Wojska Polskiego.

## Życiorys
Urodził się 12 grudnia 1874 w Kownie. W Kownie ukończył gimnazjum i Seminarium Duchowne. 30 maja 1898 otrzymał święcenia kapłańskie i został duchownym rzymskokatolickim. Przez trzy lata pracował w Iłukszcie na stanowisku prefekta szkół państwowych, w 1901 został prefektem w szkole rolniczej w Johaniszkielach. Od 1907 był proboszczem parafii w Łauksodziach, od 1910 do 1918 w Belmoncie. 1 września 1919 wstąpił do służby duszpasterskiej Wojska Polskiego. Jako kapelan brał udział w wojnie polsko-bolszewickiej. Pełnił funkcję dziekana Wojska Litwy Środkowej gen. Lucjana Żeligowskiego. Awansowany do stopnia proboszcza (podpułkownik) ze starszeństwem od 1 czerwca 1919 (na liście starszeństwa z 1924, 1928 był zweryfikowany z lokatą 1). W 1923 posługiwał w szefostwie duszpasterstwa wyznania rzymskokatolickiego w Dowództwie Okręgu Korpusu Nr II w Lublinie, którym kierował ks. dziekan Jan Idec. W 1928 został przydzielony do Korpusu Ochrony Pogranicza. Z dniem 1 maja 1930 został przeniesiony z KOP na stanowisko dziekana Okręgu Korpusu Nr IV, następnie starszym kapelanem Szpitala Ujazdowskiego w Warszawie. Z dniem 30 listopada 1931 został przeniesiony w stan spoczynku. Pracował w charakterze kapelana Szpitala Wolskiego oraz posługiwał w Kościele św. Wawrzyńca w Warszawie.
Zmarł 9 lutego 1937 w wieku 64 lat i w 38 roku kapłaństwa. Pochowany 12 lutego 1937 na cmentarzu Wolskim w Warszawie.

## Ordery i odznaczenia
- Krzyż Kawalerski Orderu Odrodzenia Polski
- Krzyż Walecznych[14]
- Złoty Krzyż Zasługi (7 listopada 1928)[15]
- Medal Pamiątkowy za Wojnę 1918–1921[14]
- Medal Dziesięciolecia Odzyskanej Niepodległości[14]
- Krzyż „Pro Ecclesia et Pontifice” (Watykan)[14]